# Heinrich Laube
Heinrich Rudolf Constanz Laube (ur. 18 września 1806 w Szprotawie (Sprottau) na Dolnym Śląsku, zm. 1 sierpnia 1884 w Wiedniu) – niemiecki pisarz, publicysta, dramaturg i dyrektor teatrów. Przedstawiciel ruchu literackiego Młodych Niemiec, przyjaciel Heinricha Heinego.

## Życiorys
Heinrich Laube urodził się 18 września 1806 roku w Szprotawie na Śląsku w rodzinie rzemieślniczej. Uczęszczał do gimnazjum w Głogowie (Glogau) i Świdnicy (Schweidnitz).
W 1826 roku rozpoczął studia na wydziale teologii ewangelickiej w Halle, ale w związku z działalnością w organizacji studenckiej (Burschenschaft) zostaje usunięty z uczelni.
W latach 1827 i 1828 kontynuował studia we Wrocławiu (Breslau).
Po studiach w 1830 roku podjął pracę jako prywatny nauczyciel w Kotowicach (Kottwitz).
W 1832 roku udaje się do Lipska, aby tworzyć jako niezależny literata. Zostaje tam redaktorem gazety „Zeitung für die elegante Welt”.
W 1833 r. ukazuje się pierwsza część „Das junge Europa”. W tym samym roku wraz z Karlem Gutzkowem odbywa podróż do Włoch, co opisuje w „Reisenovellen”. Wynikiem jego sympatii do francuskiej rewolucji lipcowej, jak również do powstania listopadowego w Polsce było wydalenie go w 1834 r. z Saksonii i osadzenie w berlińskim areszcie śledczym. Również jego dzieła jako należące do ruchu Młodych Niemiec zostały zakazane.
W 1836 r. został skazany na karę półtora roku aresztu, którą za wstawiennictwem księcia Hermanna von Pückler-Muskau mógł odbywać w jego dobrach w Mużakowie (Muskau) nad Nysą Łużycką.
W 1837 r. ożenił się z Iduną Hänel (z domu Buddeus, 1808–1880) wdową po profesorze medycyny z Lipska. W latach 1836–1838 był redaktorem „Mitternachtszeitung fuer gebildete Staende”.
W 1839 r. odbył podróż po Francji i Algierii. Powrócił do Lipska i w latach 1842–1844 ponownie został redaktorem „Zeitung für die elegante Welt”.
Od 1848 roku był członkiem Parlamentu frankfurckiego i należał do partii pragnącej ustanowienia dziedzicznego cesarstwa Hohenzollernów w Niemczech. Po odmowie przyjęcia korony cesarskiej przez Fryderyka Wilhelma IV, w marcu 1849, zrezygnował z pełnionej funkcji.
Pod koniec 1849 roku został powołany na stanowisko dyrektora Burgtheater w Wiedniu i funkcję tę pełnił do 1866 roku.
Od 1869 do 1870 roku był dyrektorem Stadttheater w Lipsku, który dzięki niemu znacznie się rozwinął. Po licznych niesnaskach z tamtejszymi władzami udaje się do Wiednia, gdzie od 1872–1879 jest dyrektorem Stadttheater (z roczną przerwą).
Zmarł 1 sierpnia 1884 roku w Wiedniu i został pochowany na ewangelickim cmentarzu Matzleinsdorf (Gruppe 18, Gruft 186).

## Wybrane dzieła
- Politische Briefe. Leipzig: Literarisches Museum 1833.
- Junges Europa oder die Poeten: Das junge Europa. Novelle. Leipzig. Wigand 1833. Erste Abtheilung: Die Poeten. Bd. 1.2
- Reisenovellen. Bd.1. 2. Leipzig: Wigand 1834. Bd. 3.4. Mannheim: Hoff 1836. Bd. 5. 6 (=Neue Reisenovellen, Bd.1.2). Mannheim: Hoff 1837; Faksimile-Druck: Frankfurt a. M.: Athenäum 1973 (Athenäum Reprints: Das junge Deutschland).
- Junges Europa oder die Poeten. Zweite Abtheilung: Die Krieger. Novelle. 2 Bde. Mannheim: Hoff 1837; Dritte Abtheilung: Die Bürger. Novelle. Mannheim: Hoff 1837.
- Moderne Charakteristiken. 2 Bde. Mannheim: C. Löwenthal 1835.
- Gräfin Chateaubriant (1843)
- George Sand’s Frauenbilder. Mit 24 Stahlstichen. Brüssel: Belgische Gesellschaft des Buchhandels 1845.
- Monaldeschi. Trauerspiel. Leipzig 1845.
- Die Bernsteinhexe (1847)
- Struensee (1847)
- Die Karlsschüler. Schauspiel in 5 Acten (1847 u. ö.) [als Google Buch online zugänglich]
- Das erste deutsche Parlament. 3 Bde. Leipzig: Weidmann 1849
- Graf Essex (1856)
- Der deutsche Krieg. Historischer Roman in drei Büchern. 9 Bde. Leipzig: Haessel 1863–1866
- Das Norddeutsche Theater. Ein neuer Beitrag zur Deutschen Theatergeschichte. Leipzig: J. J. Weber 1872.
- Gesammelte Schriften. 16 Bde. Wien: Braumüller 1875–1882
- Erinnerungen. 2 Bde. Wien: Braumüller 1875–1882 (= Gesammelte Werke, Bd. 1 u. 16)
- Der Schatten Wilhelm. Eine geschichtliche Erzählung. Leipzig: H. Haessel 1883.
- Franz Grillparzers Lebensgeschichte. Mit dem Porträt des Dichters in Stahlstich. Stuttgart: Cotta 1884.
- Ruben. Ein moderner Roman. Leipzig: H. Haessel 1885.
- Heinrich Laubes dramaturgische Schriften. Hg. v. Heinrich Hubert Houben. Bd. 1:Briefe über das deutsche Theater. Das Burgtheater, Tl.1. Leipzig: Max Hesse o. J.; Bd. 2: Briefe über das deutsche Theater. Das Burgtheater,Tl. 2. Ebd.; Bd. 3:Das norddeutsche Theater. Ebd.; Bd. 4:Das Wiener Stadttheater. Ebd.
- Gesammelte Werke in fünfzig Bänden. Unter Mitwirkung von Albert Hänel hrsg. von Heinrich Hubert Houben. Leipzig: Hesse 1908–1909
- Schriften über Theater. Hrsg. von der Deutschen Akademie der Künste zu Berlin. Ausgewählt und eingeleitet von Eva Stahl-Wisten. Berlin: Henschelverlag 1959.